# Йошио Накано
Йошио Накано е професионален покер играч от Япония.
Живее в Калифорния и вече над 20 години играе професионално, като през цялото време играе в Байсикъл казино, Лос Анджелис. Там той организира и турнири с различен бай-ин.

## Успехи
Най-големите му успехи са финиширането в зоната на парите на WSOP - 7 пъти и на WPT – 3 пъти.